# Giorgio Andreoli

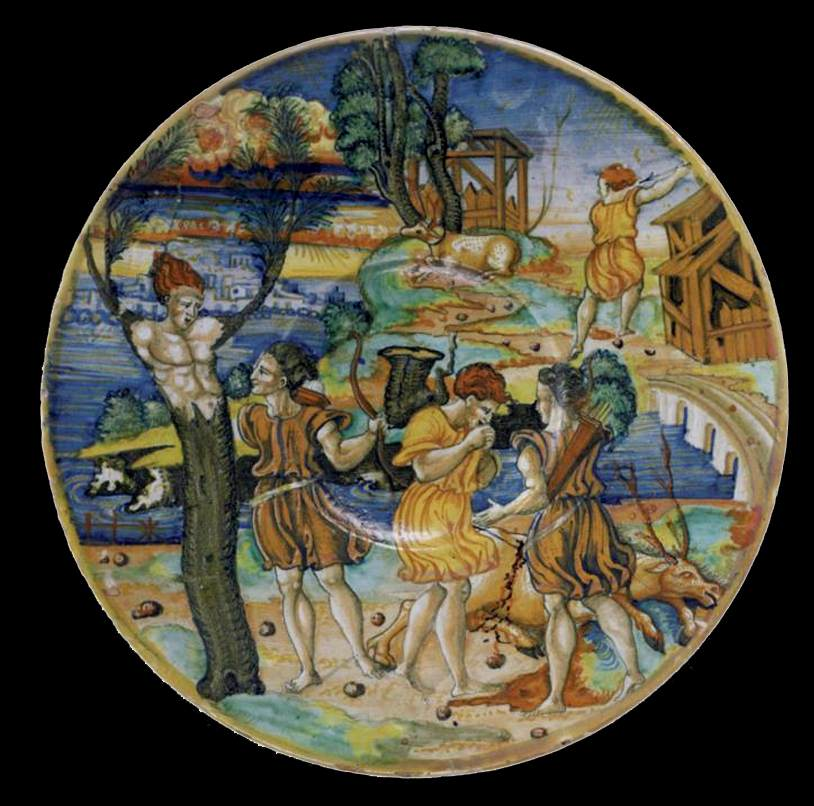
Die Metamorphose des Kyparissos, um 1525–1530

Giorgio di Pietro Andreoli, gelegentlich genannt Maestro Giorgio da Gubbio (* zwischen 1465 und 1470 in Intra, Lago Maggiore; † 1553 in Gubbio) war ein italienischer Bildhauer, Töpfer und Majolikamaler. Er wurde auch als Georgius Petri de Intra de lacu majori provincie Lombard bezeichnet.

## Leben

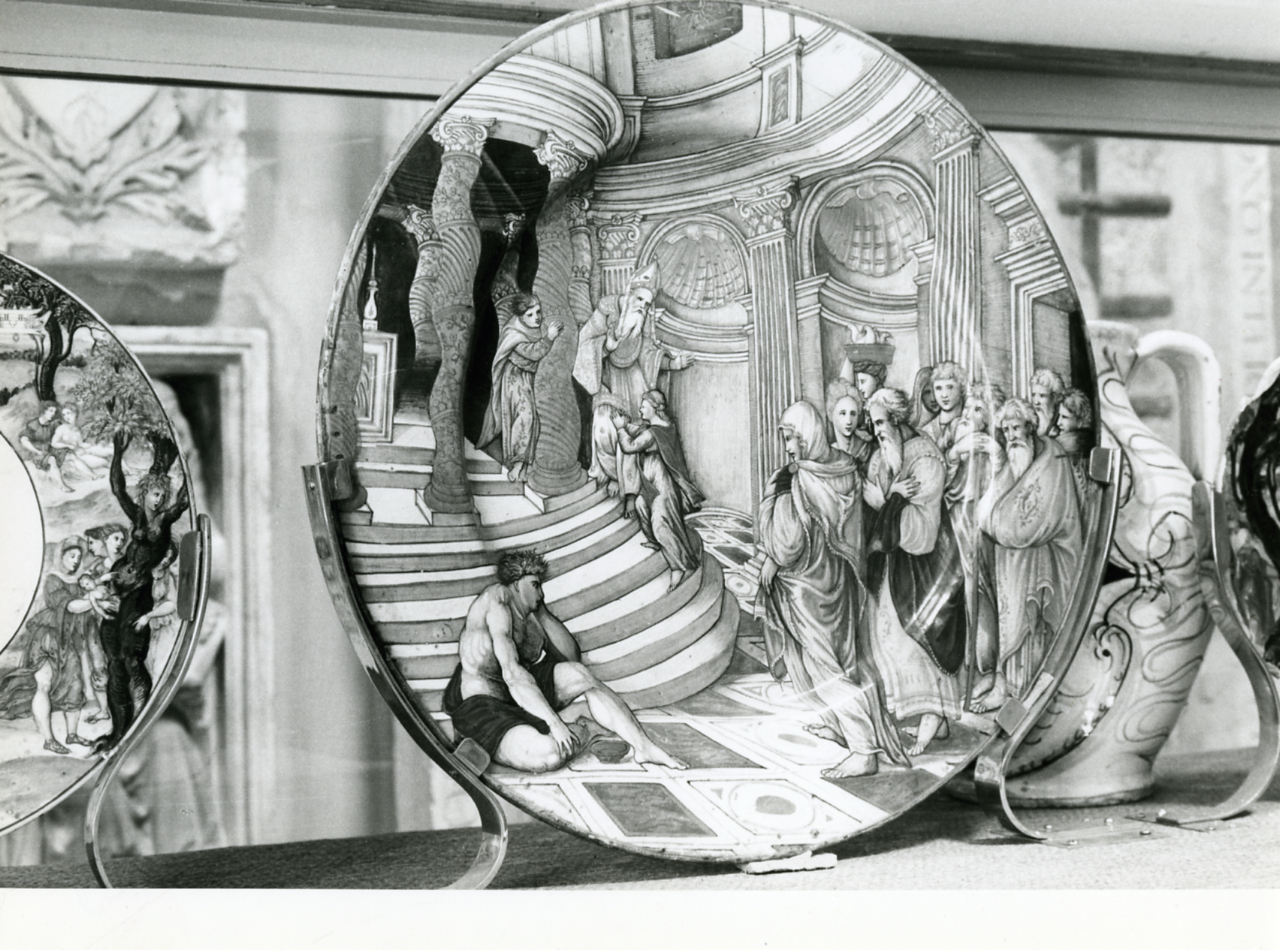
„Presentazione della Vergine al tempio“, Giorgio Andreoli und Niccolò Pellipario

Andreoli war ein Sohn des Pietro Andreoli. In seiner Geburtsstadt erlernte Andreoli das Töpferhandwerk und ging später als Geselle auf die obligate Wanderschaft. Um 1485 versuchte er in Pavia als Kunsthandwerker sesshaft zu werden, was aber nicht gelang. Nach urkundlichen Nachrichten kam er gemeinsam mit seinen Brüdern Salimbene und Giovanni Andreoli gegen Ende des 15. Jahrhunderts von dort nach Gubbio im Herzogtum Urbino. Durch Fürst Giovanni Maria da Montefeltre wurde er gefördert und machte die Bekanntschaft mit Giovanni Santi. Von 1492 bis 1497 arbeiteten die Brüder Andreoli mit Francesco di Giovanni da Borgo S. Sepolcro in einer gemeinsamen Werkstatt. Anschließend eröffneten sie eine eigene Werkstatt im Quartier di S. Andrea, in der Nähe des bischöflichen Palais in Gubbio, die der zur Fabrikation von Krügen, Schüsseln und Gefäßen jeglicher Art diente. Im Jahr 1498 wurde ihnen auf ihr eigenes Ansuchen das Burgerrecht der Stadt Gubbio verliehen. Später trennten sich die Brüder Andreoli, gründeten eigene Werkstätten und entwickelten sich auch künstlerisch auseinander. Richtungsweisend im Stil war zu dieser Zeit Giovanni della Robbia.
Andreoli war zunächst als Bildhauer tätig und soll in den Jahren 1511 und 1513 drei Altarwerke aus glasierter Terracotta für Kirchen in Gubbio geliefert haben, die nach der Art des Bildhauers Della Robbia ausgeführt waren. Ercole Scatassa merk allerdings an, dass „der Meister niemals Reliefmodelleur und Terrakottakünstler im Sinne der Robbia-Schule gewesen ist, […] und daß auch die Bedeutung seiner Stellung unter den Majolikamalem seiner Zeit wesentlich einzuschränken ist; nur der Ruhm eines der vorzüglichsten Gefäßbrenner des italienischen Renaissance-Zeitalters ist ihm ungeschmälert erhalten geblieben.“ Otto von Falke hingegen sah das anders und berichtete, dass ein Andreoli zugeschriebenes teilweise glasiertes und kalt bemaltes Werk gelangte ins Städelsche Kunstinstitut in Frankfurt am Main. Nicht alle Werke wurden mit einer Lüstrierung versehen, da diese Technik schwierig zu handhaben war, teilweise konnten nur sechs von hundert Lüstermajoliken dem Ofen entnommen werden. Doch er spezialisierte sich und wurde insbesondere durch seine in der Werkstatt ausgeführten Majolikamalereien in Gelb und Rubinrot mit Metallglanz berühmt. Die von ihm dekorierten Schalen, Teller und Kannen werden wegen dieses Metalllüsters sehr geschätzt und von Sammlern erzielen hohe Summen. In der ersten Periode seines Wirkens als Kunsttöpfer, etwa von 1500 bis 1518, wurde Andreoli von der Maiolica aus Deruta beeinflusst. Andreolis übernahm um 1518 die Werkstatt eines Meisters und signierte fortan mit der Marke des „Maestro Giorgio“. Die eigentliche Blütezeit Andreolis als Majolikakünstler sieht Scatassa von 1518 bis 1536, dem Jahr, als sein Sohn Vincenzo aus der väterlichen Werkstatt ausschied. In diesen Jahren fertigten sie in der Werkstatt nicht nur eigene Majolikagefäße, sondern der Meister versah auch Werke des Majolikamalers Xanto Avelli da Rovigo, des Orazio Fontana und anderer Majolicari mit seiner berühmten Lustreglasur. Andreoli wurde Die Erfindung des Goldlustres und der karminroten Lustreglasur wurden ihm bereits 1548 von Cipriano Piccolpasso in der Tre libri dell’ arte det vasajo zugeschrieben. Nach Otto von Falke beginnt das zweite Entwicklungsstadium des Meisters mit der Einführung der Grotteskenmuster in seine Verzierungen. Um 1525 erfolgt ein Wechsel hin zu figürlichen Malereien. Nach 1537 gibt es nur noch sehr wenige Marken des Meisters, die letzten datierten Werke stammen aus dem Jahr 1541. Er signierte auch die von ihm lüstrierten Werke anderer Werkstätten und Künstler mit „Maestro Giorgio da Ugubi“, so dass die genaue Zuordnung der Werke schwierig ist.

## Familie
Andreoli hatte drei Söhne
- Giovanni Francesco Andreoli, wurde Rechtsgelehrter
- Vincenzo (oder Cencio) di Giorgio Andreoli, war Kunsttöpfer und Majolikamaler. Er führte die Arbeit des Vaters fort[5]
- Ubaldo Andreoli, wurde Fayencemale und arbeitete ebenfalls in der Werkstatt des Vaters[6]

## Werke (Auswahl)
- Als eine der frühesten Arbeiten, die Andreoli zugeschrieben werden, ist eine Reliefplatte, auf der der heilige Sebastian dargestellt und mit Gold und Rot lüstriert ist. Sie gelangte ins Museum des Kensington Palacen und wird auf das Jahr 1501 datiert.[1] Die Figur ist mit blau umzogen und leicht in Blau schattiert.[4]
- Von seinen Terrakottealtären sind zwei in San Domenico in Gubbio (1511 bis 1513) sowie ein dreiteiliger Altar mit einer Darstellung der Schutzmantelmadonna aus derselben Kirche (der in das Städelsche Kunstinstitut nach Frankfurt kam und im Liebieghaus ausgestellt wurde).
- Viele seiner Schalen und Schüsseln kamen in Museen, darunter das Kensington- und das British Museum, sowie die National Gallery of Art[7] in London, der Louvre in Paris[8] und das Kunstgewerbemuseum Berlin. Diese sind mit mythologischen, historischen und allegorischen Darstellungen, mit Wappen, Brustbildern und Grotesken dekoriert.